# Estación de Zimão
La Estación Ferroviaria de Zimão es una plataforma desactivada de la Línea del Corgo, que servía a la localidad de Zimão, en el ayuntamiento de Vila Pouca de Aguiar, en Portugal.

## Historia
Esta plataforma se encontraba en el tramo entre las estaciones de Vila Real y Pedras Salgadas, que fue inaugurado el 15 de julio de 1907.
El tramo entre Chaves y Vila Real fue cerrado en 1990.